# Arenenberg
Arenenberg est une propriété sur laquelle est bâti un château, située sur la rive méridionale du lac de Constance à Salenstein, dans le canton de Thurgovie en Suisse. Il est célèbre pour avoir été la dernière demeure de l'ancienne reine de Hollande Hortense de Beauharnais. Il abrite à présent un musée consacré à son fils Napoléon III.

## Histoire
Le château d'Arenenberg fut bâti au XVIe siècle par Sebastian Geissberg, maire de Constance de 1546 à 1548. Le nom de la ferme qui occupait cet endroit auparavant était Narrenberg (la montagne des dupes) ; probablement peu au goût des propriétaires, et peut-être aussi par similitude avec le nom de la colline en direction du lac, Arnhalde, on en vint à l'appeler Arenenberg au XIXe siècle.
Le domaine passa entre diverses mains, avant de devenir en 1730 la propriété du baron Karl Anton von Rüpplin, seigneur de Kefikon et de Wittenwil. Sept ans plus tard, il le céda à son gendre, le bourgmestre de Constance, Anton Prosper von Streng. Le château resta dans la propriété des von Streng jusqu'en 1817, date à laquelle Johann Baptist von Streng le vendit pour 30 000 thaler à Hortense de Beauharnais (1783-1837), fille de l'impératrice Joséphine et épouse du frère de Napoléon Ier, Louis Bonaparte,roi de Hollande, dont elle était alors séparée.
 
Hortense fit procéder à des aménagements par l'architecte Wehrle de Constance en essayant de recréer l'atmosphère du château de Malmaison. Du château de style gothique tardif avec pignons à redents, fenêtres à baie centrale surélevée, mur d'enceinte, tour et pont-levis, naquit au bout de trois années de travaux, une maison de campagne à la française, ornée de tentures, de meubles, de statuettes et de tableaux de style Empire rappelant le souvenir de Napoléon Ier.
 
Le parc fut, quant à lui, peut-être dessiné par l'architecte paysagiste Louis-Martin Berthault.
 
Hortense emménagea en 1818, tandis que son frère Eugène de Beauharnais, ex vice-roi  d'Italie (1781-1824) achetait le château voisin de Sandegg.

En 1832, elle fit construire une chapelle néogothique couverte d'un toit en croupe et fit abattre les derniers remparts de la propriété.
Tandis que dans les premières années Hortense passait l'essentiel de son temps dans sa maison d'Augsbourg, Arenenberg devint peu à peu son domicile principal. Jusqu'à sa mort, elle y reçut de nombreux visiteurs de marque tels que : Chateaubriand, Alexandre Dumas père.

Son fils Louis-Napoléon, le futur empereur Napoléon III, qui faisait ses études à Augsbourg, vint à Arenenberg durant son adolescence. En 1837, alors exilé à New York, il apprit que la santé de sa mère se détériorait : il revint à Arenenberg où Hortense expira le 5 octobre de cette année-là. Après le deuil, et sous la pression du gouvernement français, Louis-Napoléon dut quitter la Suisse pour Londres. En 1843, il se résolut à vendre Arenenberg pour financer ses activités politiques. Sous le Second Empire, en 1855, son épouse, l'impératrice Eugénie racheta le domaine. Des restaurations y furent entreprises jusqu'en 1874.
Après la mort de Napoléon III en 1873, Eugénie se rendit plusieurs fois à Arenenberg, avant d'en faire don en 1906 au canton de Thurgovie.
Aujourd'hui le château abrite le Napoleonmuseum et le parc Napoléon a été restauré.

## Arenenberg vu par Lavisse
Ernest Lavisse a laissé la description suivante d'Arenenberg, qu'il avait connu lorsque l'impératrice Eugénie l'habitait :
« Le château d'Arenenberg est une maison très simple qu'habita la reine Hortense, mère de Napoléon III. Il est situé sur une sorte de promontoire entre le grand lac de Constance et le petit lac appelé lac inférieur, l'Untersee. À quelque distance devant la maison se dresse le pavillon de la reine Hortense ; de là, on découvre, au bord de l'eau, la jolie ville de Constance. Derrière la maison, une terrasse regarde l'Untersee et les collines vêtues de forêts. La reine Hortense prétendait que nulle part au monde ne se pouvaient voir d'aussi beaux couchers de soleil. Du parc, des chemins descendent au sud vers la plaine, ou montent au nord vers les collines. C'étaient, de tous côtés, des invites à sortir, et l'on sortait chaque jour ; les promenades à pied alternaient avec les promenades sur l'eau. »

## Vues d'Arenenberg

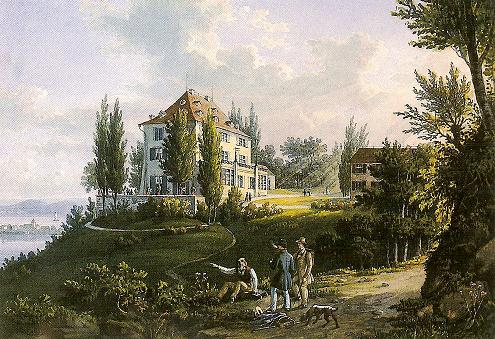
Arenenberg vers 1840, gouache d'Emanuel Labhardt
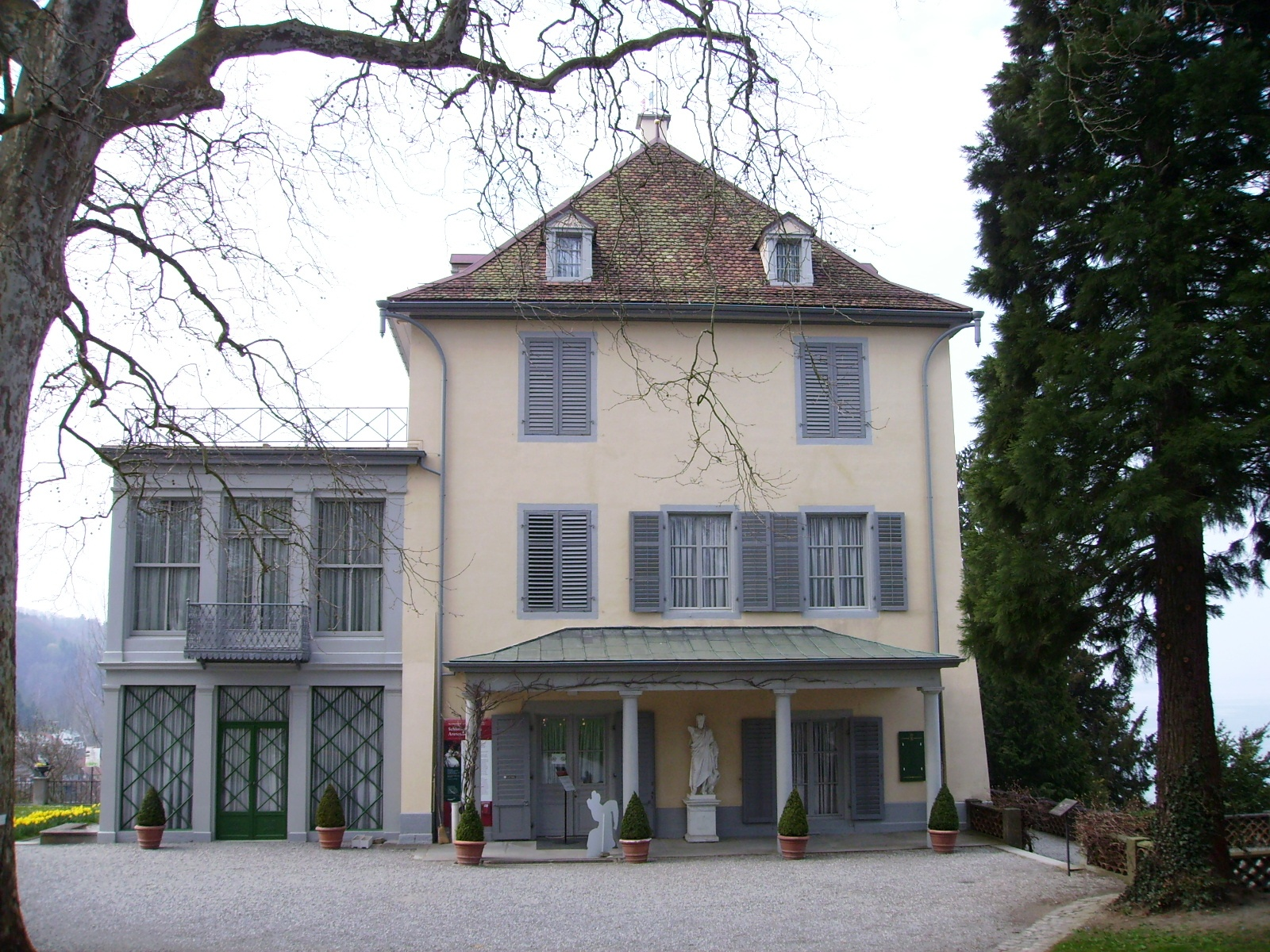
Façade du château
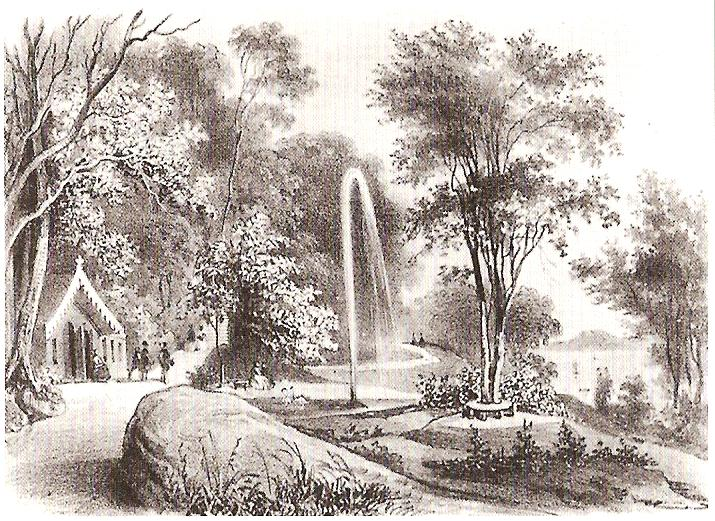
L'ermitage d'Arenenberg, lithographie d'après un dessin d'Aegidius Federli (vers 1860)
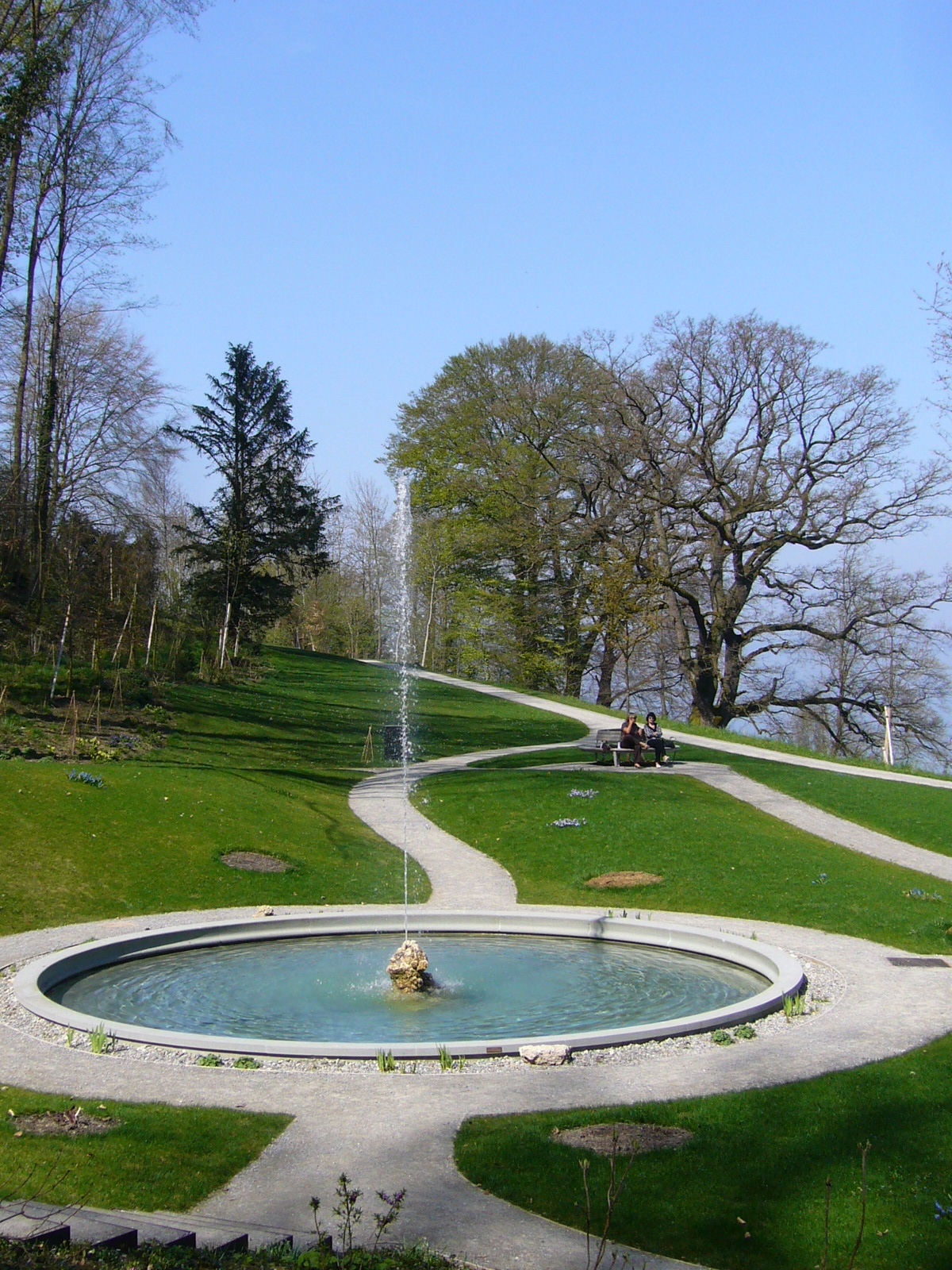
Jardins d'Arenenberg (2009)